# Лучев, Леон
Леон Лучев (родился в 1970 году в Шибенике) — хорватский актёр. Дебютировал в полнометражной кинокомедии Винко Брешана 1996 года «Как на моем острове началась война». С тех пор сыграл главные роли во многих европейских фильмах, включая «Секс, выпивка и кровь» (2004), «Что такое мужчина без усов?» (2005), «Грбавица» (2006), «Дынный маршру»т (2006), «За стеклом» (2008), «В пути» (2010), «Тихая соната» (2011), «Каннибал-вегетарианец» (2012), «Шахтер» (2017) и «Мужчины не плачут» (2017).
Помимо работы в кино он регулярно выступает в Хорватском национальном театре в Риеке. Озвучивал персонаж МакКуина в хорватском дубляже анимационного мультфильма «Тачки» (2006—2017) и Найджела в хорватской версии «В поисках Немо» (2003).

## Награды
Лучев получил «Золотую арену» за лучшую мужскую роль второго плана на кинофестивале в Пуле в 2008 году за роль в фильме «Это не конец». Он дважды был удостоен награды «Сердце Сараево»: за Buick Riviera в 2008 году и The Load в 2018 году.

## Фильмография
- Шахтёр (2017) — Алия